# Ranunculus pianmaensis
Ranunculus pianmaensis är en ranunkelväxtart som beskrevs av Wen Tsai Wang. Ranunculus pianmaensis ingår i släktet ranunkler, och familjen ranunkelväxter. Inga underarter finns listade i Catalogue of Life.